# Bataille de Raismes
Première Coalition
Batailles
La bataille de Raismes, également connue sous le nom de bataille de Condé ou bataille de Saint-Amand, oppose, le 8 mai 1793 (19 floréal de l'an I), l'armée républicaine dirigée par le marquis de Dampierre à l'armée de la coalition commandée par le cuc de Saxe-Cobourg-Saalfeld durant la Campagne de Flandre lors de la guerre de la première coalition. Les Français tentent pour la deuxième fois de lever le siège de Condé.

## Contexte
Le 18 mars 1793, les Alliés du prince Cobourg battent les Français à la bataille de Neerwinden. Rapidement, les armées françaises se retirent des Pays-Bas autrichiens et des République néerlandaise et se rassemblent derrière la frontière française.
Le commandant français Charles François Dumouriez tenta brièvement d’utiliser l’armée pour renverser la Convention nationale. Le 5 avril 1793, après le putsch manqué Dumouriez rejoint l'Autriche des Habsbourg avec plusieurs généraux dont Louis-Philippe, duc de Chartres et Jean-Baptiste de Valence et en livrant aux Autrichiens le ministre de la Guerre, Pierre Riel de Beurnonville.
Lorsque le Marquis de Dampierre était le commandant du Quesnoy, il refusa de suivre le complot de Dumouriez, de sorte que le gouvernement français le choisit pour diriger les armées faisant face à la Flandre. Les forces françaises sont réorganisées en armée du Nord sous le commandement de Dampierre et en armée subordonnée des Ardennes sous le commandement de François Joseph Drouot de Lamarche. L'armée du Nord contient les principales forces de campagne françaises. L’armée des Ardennes avait une force de campagne très faible, car elle était principalement répartie dans différentes garnisons.
Le 8 avril 1793, l’armée alliée avance pour assiéger la forteresse de Condé-sur-l'Escaut, tenue par une garnison française de 4 300 hommes. À la mi-mai, le prince Cobourg s'attendait à employer 92 000 soldats de la coalition, tandis que 5 000 renforts autrichiens et 8 000 renforts hessois supplémentaires arriveraient en juin. Une fois terminée, l’armée de Cobourg comptera 105 000 soldats, dont 55 000 Autrichiens, 15 000 Hollandais, 8 000 Prussiens, 12 000 Hanovriens, 8 000 Hessois et 7 200 Britanniques. Parmi ceux-ci, les soldats hanovriens et hessois étaient payés par la Grande-Bretagne. Tout en bloquant Condé, Cobourg prévoit d’assiéger Valenciennes avec 52 000 hommes, laissant 40 000 hommes couvrir la frontière entre Maubeuge et Ostende. Après la chute de Valenciennes, Cobourg promet d'aider à capturer Dunkerque, qui est importante pour le gouvernement britannique.
Le 15 avril, l'armée de Dampierre réoccupe le camp de Famars près de Valenciennes et déploie 10 000 hommes sur son flanc droit sous les ordres de Louis-Auguste Jouvenel des Ursins d'Harville entre Maubeuge et Philippeville, 10 000 hommes sur son flanc gauche sous les ordres d'Antoine Collier, comte de La Marlière dans un camp retranché à Cassel, et 30 000 soldats du corps principal au camp de Famars. Certaines troupes du corps principal tenaient une position fortifiée à Anzin au nord-ouest de Valenciennes. En outre, 5 000 hommes sont postés à Hasnon, Nomain et Orchies, couvrant la brèche entre Lille et Famars. D'autres soldats étaient en garnison à Dunkerque, Lille, Condé, Valenciennes et Le Quesnoy, et n’étaient pas disponibles pour les opérations sur le terrain.
Le 23 avril 1793, l'armée de Cobourg couvre le siège de Condé avec ses composantes réparties comme suit. Sur son flanc droit, 6 000 Hollandais et 3 000 Impériaux sous le commandement de Guillaume V, prince d'Orange se trouvent à Furnes, Ypres et Menin. Il y a également 2 500 Britanniques et le même nombre d'Austro-Prussiens sous le commandement de Frédéric d'York à Tournai. Alexander von Knobelsdorff commande 8 000 Prussiens qui tiennent les villes de Maulde, Lecelles et Saint-Amand-les-Eaux sur la Scarpe. François Sébastien de Croix de Clerfayt avec 12 000 hommes est à Vicoigne et Raismes et couvre le blocus de Condé au sud. Le duc Frédéric-Eugène de Wurtemberg avec 10 000 hommes assiège la ville au nord. La principale armée de Cobourg de 15 000 hommes se trouve au sud de Condé à Onnaing, avec un détachement à Saint-Saulve. Maximilien Anton Karl, comte Baillet de Latour se trouve à l'est avec 6 000 hommes à Bettignies, observant Maubeuge, avec un détachement à Bavay. L'hôte de Cobourg comptait environ 60 000 soldats.
Non seulement l'armée de Cobourg était numériquement supérieure à l'armée de Dampierre, mais les Alliés jouissaient d'une grande supériorité qualitative sur les Français. À la fin du mois d’avril, la cavalerie britannique et les Hanovriens n'avaient pas encore rejoint l'armée de Cobourg, mais ils approchaient. Les lignes alliées étaient bien retranchées. Cependant, il y avait des défauts dans la position de Cobourg : l'Escaut divisa l'armée de la coalition en deux, les défenses alliées couvraient une trop grande étendue et les lignes d’approvisionnement des différentes armées allaient dans des directions différentes. La ligne de communication britannique menait à l'ouest jusqu'à la Manche, la ligne néerlandaise se dirigeait vers le nord jusqu'à Anvers et la ligne autrichienne menait à l'est jusqu’à Namur. Le général autrichien, Friedrich Wilhelm, Fürst zu Hohenlohe-Kirchberg a également dirigé une armée impériale de 30 000 hommes qui couvrait Namur, Luxembourg et Trèves, mais cette force n'a pas été utilisée.

## Bataille

### Combats du1ermai
Le 1er mai, les Français lancent un assaut le long du front allié de Saint-Saulve à Saint-Amand. Pour ajouter du poids à l'attaque, le marquis de Dampierre emploie une partie des soldats du comte de La Marlière sur la gauche et une partie de l'armée des Ardennes de Lamarche sur sa droite. Sur la rive est de l'Escaut, une division française commandée par Charles Joseph de Nozières d'Envezin repousse d'abord les avant-postes de Rudolf Ritter von Otto (en). Joseph de Ferraris apparait avec des renforts autrichiens, stoppe l'avance et repousse les Français à Valenciennes. Une deuxième colonne française commandée par Lamarche part de Curgies mais les soldats paniquent après avoir vu une importante force de cavalerie autrichienne commandée par Wenzel Joseph von Colloredo (en) approcher. Les hommes de Lamarche s'enfuient vers leur camp derrière le ruisseau Rhonelle, poursuivis par les troupes de Colloredo.
Sur la rive ouest de l'Escaut, Clerfayt repousse facilement la colonne française de Charles Édouard Jennings de Kilmaine depuis Anzin. Sur le flanc gauche, la colonne de La Marlière, qui comprend 3 000 soldats amenés de Lille, parvient à s'emparer de Saint-Amand et à repousser ses 4 000 défenseurs prussiens à Maulde. Le duc d'York mène alors les 13st Foot Guards et le 1nd Foot Guards pour aider à bloquer l'assaut de La Marlière. Ne sachant pas comment les autres colonnes attaquantes se comportaient, La Marlière se retire. 
Durant cette journée les Français perdent de 2 000 hommes et quelques canons.

### Combats du 8 mai
Malgré ce revers, les représentants en mission insistent pour que le marquis de Dampierre tente à nouveau de sauver Condé. L'attaque du 1er mai exposa le flanc droit allié comme trop faible. En conséquence, Cobourg tire ses unités de flanc droit vers le centre et assigne le duc d'York pour défendre Maulde. Cette fois, Dampierre limite les attaques à l'est de l'Escaut à des démonstrations mineures, tout en concentrant son assaut principal contre Clerfayt à Raismes et le duc d'York à Maulde et Saint-Amand. 
Sur le flanc gauche, le comte de La Marlière monte son attaque en trois colonnes. La colonne de droite commandée par Charles Joseph Leyris Desponchès attaque Vicoigne, la colonne centrale de La Marlière avance sur Saint-Amand, et la colonne de gauche commandée par Dominique Prosper de Chermont marche sur Rumegies. Dampierre lui-même mene une attaque frontale depuis Anzin contre Raismes et Vicoigne, et après avoir été repoussé quatre fois, finit par capturer la position de Raismes, à l'exception du village.
Les hommes de Gabriel de Hédouville s'emparent d'une partie de Raismes, mais Clerfayt rassemble des réserves et sous le commandement de Franz Xaver von Wenckheim les Français sont chassés du village. À ce moment-là, le marquis de Dampierre mène huit bataillons en avant, mais il est frappé par un boulet de canon qui lui arrache la jambe. Lamarche prend alors le commandement, mais voyant les troupes démoralisées après la chute de Dampierre, il ordonne la retraite. Cependant, la colonne du comte de La Marlière prend Saint-Amand, qui n’est plus occupée par les Prussiens.Dans un autre secteur, une des divisions du comte de La Marlière franchit la Scarpe et avance sans être détectée à travers la forêt de Vicoigne. Ces troupes déploient une batterie d'artillerie où elles peuvent tirer sur le village de Vicoigne et construisent une redoute qui menaçait de rompre le lien entre les divisions de Clerfayt et de Knobelsdorff. Le duc d'York déplaça la brigade des gardes britanniques à Nivelle, juste au nord de Saint-Amand, et promit de soutenir Knobelsdorff. À midi, le duc d'York met le  1st Regiment of Foot Guards, le 2nd Regiment of Foot Guards et le 3rd Regiment of Foot Guards en mouvement vers les combats.
Un bataillon prussien et un bataillon autrichien avaient été vaincus par la batterie française dans les bois. Le duc d'York arrive sur les lieux avec les gardes britanniques à 5h00 du matin. La zone était fortement boisée, de sorte que le duc ne pouvait pas voir ce qui se passait. Sans informer les Britanniques de la présence des défenses françaises, Knobelsdorff ordonne au 2nd Regiment of Foot Guards de se rendre dans les bois. Ce sera la première action des Gardes contre la France républicaine. Le lieutenant-colonel Lowther Pennington (en), commandant le 2nd Guards, lance ses hommes dans les bois et repousse les Français vers leurs retranchements. Cependant, poursuivant avec ses hommes au-delà des arbres, Pennington se heurte alors à un feu croisé féroce de mousqueterie et d'artillerie depuis les tranchées. Le duc d'York écrit : « Le colonel Pennington, sans aucun ordre, choisit d'attaquer la batterie, et quand il s'en approcha, il reçut la décharge de trois neuf livres chargés de mitraille, qui fauchèrent les soldats anglais. Le major Wright, qui commandait quatre canons et n'était pas loin de lui, a déclaré qu’il n'était pas surpris des pertes subies par le Coldstream car ils ont marché à travers le bois en ligne et en pas! ». Après avoir subi plus de 70 tués et blessés et sachant qu'ils n'étaient pas soutenus par les Prussiens, les gardes se replièrent. La présence d'infanterie en habit rouge persuada La Marlière que ses ennemis avaient été renforcés et il ne fit plus aucun effort pour avancer.

## Conséquences
Le 9 mai, Clerfayt et Knobelsdorff prennent d’assaut les nouveaux retranchements français et capturent 600 hommes.
 L'artillerie française s'échappe parce que les canons ont été retirés pendant la nuit.
 Le marquis de Dampierre meurt de ses blessures le même jour et est enterré dans une redoute au camp de Famars.  Lamarche lui succède au commandement de l'armée du Nord, tandis que Kilmaine prend le commandement de l'armée des Ardennes.
Le 21 mai, La Marlière retire ses troupes à Lille et il n'y a pas de poursuite alliée.
Un officier anonyme des gardes rapporte que les pertes françaises s'élèvent à près de 4 000 tués et blessés, les Autrichiens 500 et les Prussiens 300, tandis que le régiment des Coldstream Guards perd 63 hommes tandis que l'auteur Robert Brown rapporte que la perte totale du régiment de 73 tués, blessés et disparus. John Fortescue rapporte que les pertes combinées autrichiennes et prussiennes sont de 800 officiers et soldats pour les 8 et 9 mai. Pour les combats du 8 mai, Digby Smith énumère 600 pertes alliées sur 60 000 soldats (qui n’ont pas tous été engagés) et 1 500 pertes françaises sur 30 000 engagés.
La mort a probablement sauvé marquis de Dampierre de la guillotine. Bien que loué par ses soldats, après sa mort, il est dénoncé à Paris comme traître par Georges Couthon. Le comte de La Marlière est soupçonné et est guillotiné quelques mois plus tard. Condé se rend le 12 juillet. Après la bataille, Cobourg reçoit le renfort d'une brigade de cavalerie britannique et de quelques troupes hanovriennes. Il commencent alors à planifier l'investissement de Valenciennes, qui a abouti à la bataille de Famars.